# Mucuñuques
Mucuñuques, jedno od plemena američkih Indijanaca koje je u doba konkviste živjelo u andskim predjelima Venezuele blizu grada Méride. Mucuñuques su srodni s plemenima Timote, Mucuchíes, Cuica i Migures s kojima su pripadali porodici Timotean. Njihovo ime danas nosi 4,672 metara visoki vrh Mucuñuque u planinama Siera de Santo Domingo u državi Mérida.

## Vanjske poveznice
- Historia de Venezuela